# سابرینا تسلی
سابرینا تسلی (انگلیسی: Sabrina Tasselli؛ زادهٔ ۳ آوریل ۱۹۹۰ ‏(۳۴ سال)) بازیکن فوتبال اهل ایتالیا است.
وی همچنین در تیم ملی فوتبال زنان ایتالیا بازی کرده‌است.